# Qvale Automotive Group

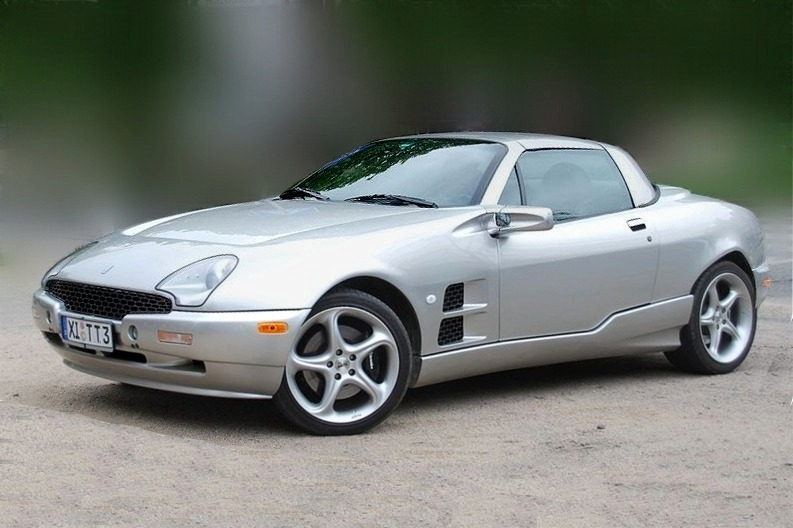
Qvale Mangusta

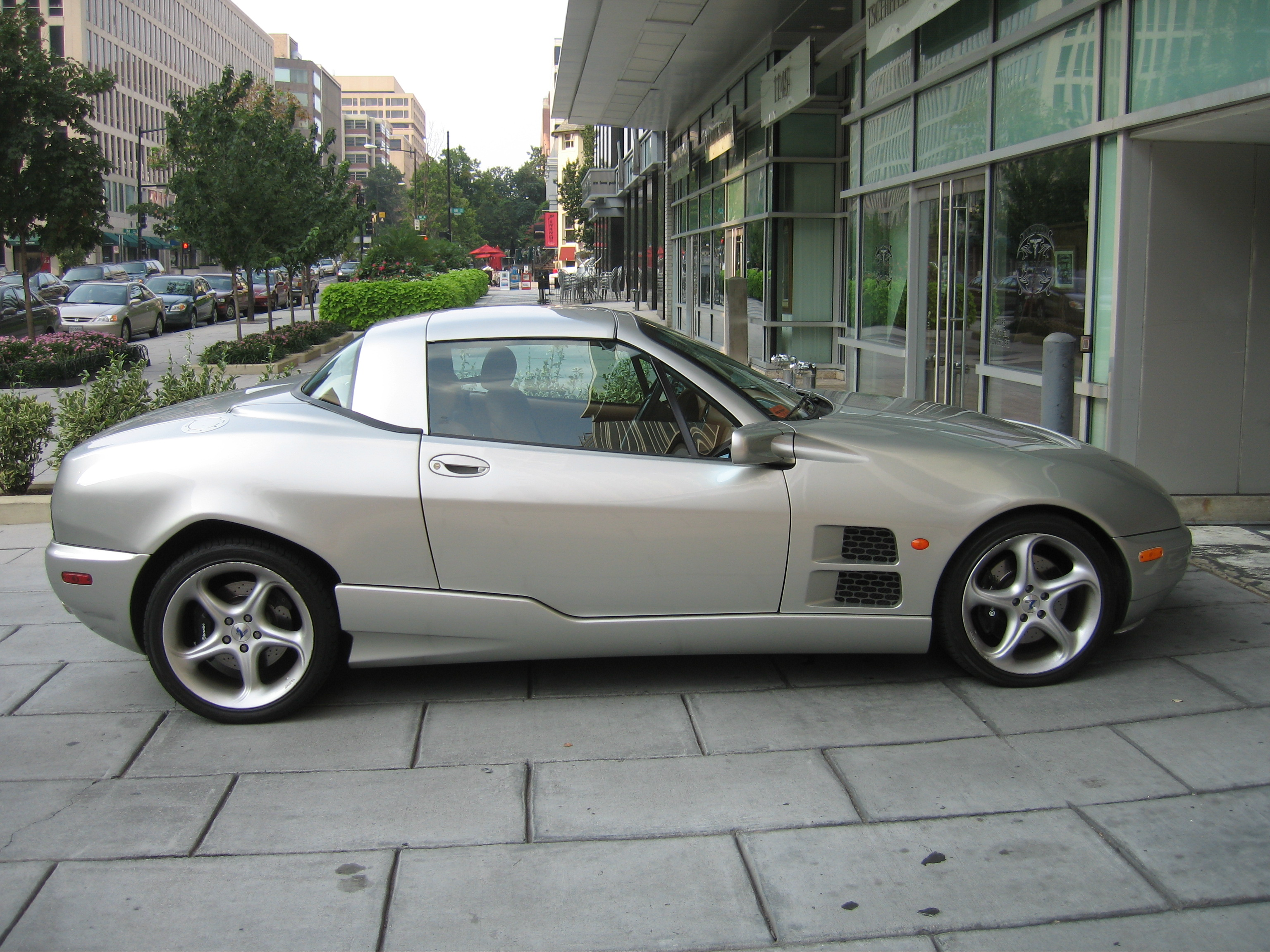
Qvale Mangusta

Qvale Automotive Group Srl war ein italienischer Hersteller von Automobilen. Das Unternehmen wird in der Literatur auch gelegentlich als Qvale Modena bezeichnet.

## Unternehmensgeschichte
Bruce Qvale und Jeff Qvale waren die Söhne von Kjell Qvale, der in den 1970er-Jahren Eigentümer von Jensen Motors war. Beide gründeten 2000 das Unternehmen und begannen mit der Produktion von Automobilen. Produktionsort war Viale delle Nazione 60 in Modena. Der Markenname lautete Qvale. Der Vertrieb erfolgte durch die Qvale Automotive Group Ltd. in San Francisco. Zunächst wurde nur der amerikanische Markt beliefert; erst ab 2001 auch Europa. 2002 endete die Produktion. Insgesamt entstanden etwa 270 Exemplare.

## Fahrzeuge
Das einzige Modell war der Qvale Mangusta. Dazu hatte das Unternehmen von De Tomaso die Rechte an der zweiten Auflage des Modells De Tomaso Mangusta erworben.